# Yulon Luxgen Dinos
I Yulon Dinos sono una squadra di pallacanestro di Taiwan, partecipante alla Super Basketball League. Nati nel 2003 nella loro storia hanno vinto tre titoli nazionali.

## Campionati vinti
2003-2004
- Campioni: Yulon Dinos
- Finalisti: Sina Lions

2004-2005
- Campioni: Yulon Dinos
- Finalisti: Dacin Tigers

2005-2006
- Campioni: Yulon Dinos
- Finalisti: Taiwan Beer
- Terzo posto: Dacin Tigers
- Quarto posto: Bank of Taiwan